# Ginástica rítmica nos Jogos Europeus de 2015 - 5 fitas
A competição das 5 fitas foi um dos eventos da ginástica rítmica nos Jogos Europeus de 2015, em Baku, no Azerbaijão. Foi disputada na Arena Nacional de Ginástica no dia 21 de junho.

## Calendário
Horário de verão do Azerbaijão (UTC+5).
| Data        | Horário | Fase  |
| ----------- | ------- | ----- |
| 21 de junho | 14:30   | Final |

## Medalhistas
|  | RUS Rússia                                                                              |  | UKR Ucrânia                                                                           |  | ISR Israel                                                               |
|  | Diana Borisova Anastasia Maksimova Anastasiia Tatareva Maria Tolkacheva Sofya Skomorokh |  | Olena Dmytrash Yevgeniya Gomon Oleksandra Gridasova Valeriia Gudym Anastasiya Voznyak |  | Yuval Filo Alona Koshevatskiy Ekaterina Levina Karina Lykhvar Ida Mayrin |

## Resultado final
O resultado final foi o seguinte. 
| Posição           | Ginasta                                                                                    | Nacionalidade | Dif.  | Exe.  | Pen. | Total  |
| ----------------- | ------------------------------------------------------------------------------------------ | ------------- | ----- | ----- | ---- | ------ |
| Medalha de ouro   | Diana Borisova Anastasia Maksimova Anastasiia Tatareva Maria Tolkacheva Sofya Skomorokh    | RUS Rússia    | 9.050 | 8.950 |      | 18.000 |
| Medalha de prata  | Olena Dmytrash Yevgeniya Gomon Oleksandra Gridasova Valeriia Gudym Anastasiya Voznyak      | UKR Ucrânia   | 8.600 | 8.700 | 0.05 | 17.250 |
| Medalha de bronze | Yuval Filo Alona Koshevatskiy Ekaterina Levina Karina Lykhvar Ida Mayrin                   | ISR Israel    | 8.250 | 8.850 |      | 17.100 |
| 4                 | Sandra Aguilar Artemi Gavezou Elena López Lourdes Mohedano Alejandra Quereda               | ESP Espanha   | 8.400 | 8.350 |      | 16.750 |
| 5                 | Anastasija Khmelnytska Daniela Potapova Dara Sajfutdinova Sina Tkaltschewitsch Rana Tokmak | GER Alemanha  | 8.250 | 8.500 |      | 16.750 |
| 6                 | Sofia Lodi Alessia Maurelli Camilla Patriarca Marta Pagnini Andreea Stefanescu             | ITA Itália    | 8.050 | 8.150 |      | 16.200 |